# New Tune
『New Tune』（ニュー・チューン）は、チューリップの通算16枚目のアルバム。1985年1月19日発売。

## 解説
前作以上に宇宙路線を急速に薄め、同時にバンドとしてのまとまりが無くなりかけていたためなのか、それぞれのメンバーが持ち寄った楽曲を収録したチューリップ版『ホワイトアルバム』といった趣である。シンセサイザーなどのデジタル機材による重厚なアレンジ、財津和夫の地声を駆使したボーカルなど、チューリップのアルバムの中でも特に実験色が強く、評価が分かれるアルバムである。タイトルは『新曲』の意味。
発売日は前年秋から続いたツアー「Out of Our Time」の最終日であり、第2期のメンバー5人での最後のライブの日でもある。
また、デビュー時からプロデューサーを務める新田和長が東芝EMIより独立し、新たに設立したファンハウスに移籍後最初のアルバムで、新田がプロデューサーを務めた最後のアルバムである。
次作『I Like Party』は、第3期のメンバーや外部ミュージシャンの手を借りて作られており、安部俊幸、姫野達也、伊藤薫の3人がほとんど参加していない事から、このアルバムが実質的には第2期最後のアルバムとされている。特に安部は本作では1曲も提供しておらず、この時点でモチベーションを失っていた可能性が高い。再結成後のライブでは1曲（宮城伸一郎の『Route 134』）だけが取り上げられた、解散前最後のアルバムでもある。
LPには歌詞カード以外にも、当時シンプジャーナルの編集長を務めていた大越正実からのコメントが書かれたリーフレットと、オリジナルのシールが同封されていた。ジャケットのイラストは、金属色の裸の女性の周りを光と炎が飛び交うという、プログレッシブ・ロックやヘヴィメタルのジャケットワークを彷彿とさせるものとなっており、チューリップのアルバムの中でも異色の存在である。

## 収録曲
SIDE A
1. 春がくるくる
  - 作詞／作曲：財津和夫　編曲：チューリップ　ボーカル：財津和夫
2. もっと幸せに素直になれたら
  - 作詞／作曲：財津和夫　編曲：チューリップ　ボーカル：財津和夫
  - シングルとして同時に発売された楽曲。
  - ただし、異なるボーカルのテイクが使われている他、ミックスが若干異なっている。
  - その他の詳細は、シングルのページを参照。
3. 黒い髪のリサ
  - 作詞／作曲：財津和夫　編曲：チューリップ　ボーカル：財津和夫
  - 女性が乗り物に乗って登場するが、初期の楽曲『夢中さ君に』では、「真っ赤な車」に乗っているのに対し、この楽曲では「フロスティレッドのスクーター」に乗っているなど、時代の変換を感じることのできる楽曲。
4. ふたつめのクリスマス
  - 作詞／作曲：財津和夫　編曲：チューリップ　ボーカル：財津和夫
  - 『Somdeday Somewhere』と通じる世界観の楽曲である。
  - 2007年に発売された『request～TULIP FAN SELECTION BEST』では、ファンからの選曲により収録されるなど高い人気を誇る楽曲だが、財津のソロライブで演奏されたことがあるのみで、チューリップとしてはライブ演奏されたことがない。
5. ロベリア
  - 作詞／作曲：財津和夫　編曲：チューリップ　ボーカル：財津和夫
  - 地声で始まるボーカルや途中の息遣い等は財津による多重録音により作成されている点など、バンドっぽさの薄い異色の楽曲の一つである。

SIDE B
1. Route 134
  - 作詞／作曲：宮城伸一郎　編曲：チューリップ　ボーカル：宮城伸一郎
  - ビリー・ジョエルをオマージュした楽曲で、タイトル通り国道134号線をイメージして作成された。
  - 「134」の読み方は「ワン・サーティ・フォー」である。
  - メンバーチェンジの過渡期の2枚のアルバム（今作と次作）に収録された楽曲で、1997年の再結成以降にもライブで演奏されている唯一の楽曲である。
2. 光の花
  - 作詞：財津和夫／作曲：姫野達也　編曲：チューリップ　ボーカル：姫野達也
  - 前年に発表された『この小さな掌(詩歩子へ)』と同様に、姫野の娘に対し財津が詩を書いた楽曲。
  - 前年秋からの第2期メンバー5人での最後のツアー「Out of Our Time」でも演奏されていた。
3. ロボットの心
  - 作詞：財津和夫／作曲：伊藤カオル　編曲：チューリップ　ボーカル：伊藤薫
  - LP版で作曲者の表記は「薫」ではなく、「カオル」となっていた。
  - 後にチューリップから脱退するメンバーで結成されたオールウェイズのライブでのみ演奏されたことがある。
4. そんな男になれたら
  - 作詞／作曲：財津和夫　編曲：チューリップ　ボーカル：財津和夫
  - 財津の当時の人生観について歌われた楽曲。地声を冒頭で聞かせるなど、チューリップの中でも異彩を放つ曲の一つ。
5. OUR SONG
  - 作詞／作曲：財津和夫　編曲：チューリップ　ボーカル：財津和夫
  - シンプルな内容の楽曲で、前年の芦ノ湖での野外ライブ（PAGOTA TULIP LAND）では、クライマックスに演奏されたのち、この曲をBGMにメンバーが退場した。

## クレジット
Producer: NITTA KAZUNAGA
Director&Engineer: TAKESHI ITO
Assistant: MASAHITO TOBISAWA
HIROSHI SAITO
KATSUSHI HATAKEYAMA
General Manager: HIDEAKI ASO
MANAGER: HIDEO SETO　SHOGO TANAKA　MASAHIRO SATO
Equiipment Staff: WATARU SHIMAMURA　HIROSHI ICHII　MINORU FUJISAKO
Fairlight CMI Editor: MASAMICHI AMANO
Illustration: AKIRA YATA
Album Design: TAKUYA ONO　SEIJI KONNNO
ALL SONGS WRITTEN, COMPOSED AND PERFORMED BY TULIP
PRODUCED BY KAZUNAGA NITTA
RECORDED AT SOUND INN AND STUDIO TAKE ONE
STUDIO BAKU, CHERRY ISLAND AND MAGNET STUDIO
THANKS TO TAMA AND IBANEZ
EXECUTIVE MANAGEMENT BY Cricket
I DEDICATE THIS RECORD TO KENJI MIYAZAWA
ANGED AND PERFORMED BY TULIP
except B-4 HORNS ARRANGED BY KOZABUROH YAMAKI
ART DIRECTION – TAKUYA OHNO
COVER DESIGN – ORBIS
PHOTOGRAPHY – KENJI TAGUCHI
SUPERVISION – SHIRO NISHIDA
MANAGEMENT – MASAYUKI SEO
ENGINEER – TAKESHI ITOH
ASSISTANT – KENICHI KAWAMURA, MASAKAZU KAWAMURA
RECORDED AT TOSHIBA.EMI STUDIOS
EXECUTIVE MANAGEMENT BY Cricket
I dedicate this record to all the non-smoker’s of the world.